# کیمارای انسانی
کیمارای انسانی (به انگلیسی: Human chimera)، انسانی است با زیرمجموعه‌ای از سلول‌ها با ژنوتیپ متمایز نسبت به دیگر سلول‌ها، یعنی دارای کیمارای ژنتیکی. در مقابل، فردی که در آن هر سلول دارای مواد ژنتیکی ترکیبی از یک انسان و یک جانو باشد، دورگه انسان-جانور نامیده می‌شود.